# Ахтырское сельское поселение
Ахтырское се́льское поселе́ние — муниципальное образование в Колпнянском районе Орловской области Российской Федерации.
Административный центр — село Ахтырка.

## История
Статус и границы сельского поселения установлены Законом Орловской области от 19 ноября 2004 года № 448-ОЗ «О статусе, границах и административных центрах муниципальных образований на территории Колпнянского района Орловской области».

## Население
| 2010 | 2012 | 2013 | 2014 | 2015 | 2016 | 2017 |
| ---- | ---- | ---- | ---- | ---- | ---- | ---- |
| 573  | ↘549 | ↘541 | ↘519 | ↘502 | ↗504 | ↘491 |
| 2018 | 2019 | 2020 | 2021 | 2023 |      |      |
| ↘470 | ↘467 | ↗470 | ↗473 | ↘461 |      |      |

## Состав сельского поселения
| №  | Населённый пункт  | Тип населённого пункта       | Население |
| -- | ----------------- | ---------------------------- | --------- |
| 1  | Ахтырка           | село, административный центр | ↗336      |
| 2  | Васильевка Первая | деревня                      | 12        |
| 3  | Василь-Плотка     | деревня                      | 43        |
| 4  | Вороново          | село                         | ↘160      |
| 5  | Денисовка         | деревня                      | 0         |
| 6  | Кожушки           | деревня                      | 1         |
| 7  | Крюково           | деревня                      | 10        |
| 8  | Петровка          | деревня                      | 5         |
| 9  | Струково          | деревня                      | 0         |
| 10 | Шалимово          | деревня                      | 0         |
| 11 | Юдинка            | деревня                      | 4         |